# 盧汝鈞
盧汝鈞，清朝政治人物。
光绪三十二年（1906年），擔任清朝廣州府南海縣知縣。后由鄭藁接任。